# Annemarie Verstappen
Annemarie Verstappen, född 3 oktober 1965 i  Rosmalen, är en nederländsk före detta simmare.
Verstappen blev olympisk silvermedaljör på 4 x 100 meter frisim vid sommarspelen 1984 i Los Angeles.